# Renée Béja
Renée Béja fue una artista pintora francesa de origen griego, nacida en Salónica en 1908, fallecida en 1982.

## Datos biográficos
El padre de Renée, Avram Béja (1863-1923), judío de Salónica, viudo de Filor Rey con quien tuvo un hijo, Mathieu Béja, se vuelve a casar con Florence Dreyfus teniendo dos hijos, André (1902-1922) y Renée (1908-1982). Renée es todavíapequeña cuando la familia se estableció en Francia, en Solliès-Pont donde Avram trabajó en un molino de harina.
En los años 1930, Renée Béja fue alumna de Fernand Léger. Se casó con René Berco, técnico dental, para instalarse en la región parisiense. Entre 1935 y 1938, expuso por primera vez en el Salón de los Tullerias, presentando las Vistas del Périgord.  También en 1938 participó en el Salón de otoño y en el Salón de los independientes.
Durante la Segunda Guerra Mundial, Florence Beja-Dreyfus, Renée Béja y su marido René Berco, Mathieu Béja y su esposa Nadia, se salvan de ser deportados por los nazis gracias a la acción de amigos.
Después de la guerra, regresó a París y trabajó como decoradora para el teatro. Fue entonces cuando creó sus máscaras para obras griegas que se representaron en el aula magna de la Sorbona en junio de 1949 y después en el Palacio de los papas en el marco del Festival de Aviñón en julio de 1950.

## Exposiciones colectivas
- Salón de las Tullerias, 1935-1938.
- Salón de Otoño, 1938.
- Salón de los independientes, 1938.
- Los pintores del taller de Fernand Léger y de su asistente, Nadia Khodossievitch, Galería Jeanne Bucher, 9ter, bulevar de Montparnasse, París, julio de 1947.[5]

## Homenajes
- La Fundación Taylor ha creado un premio anual para premiar la excelencia en el arte pictórico que lleva el nombre de Renée Béja.

## Enjlaces externos
- Esta obra contiene una traducción  derivada de «Renée Béja» de Wikipedia en francés, publicada por sus editores bajo la Licencia de documentación libre de GNU y la Licencia Creative Commons Atribución-CompartirIgual 4.0 Internacional.

- Datos: Q21634428